# Finnegan Wakes
《Finnegan Wakes》는 아일랜드의 포크 밴드 더 더블리너스의 라이브 음반이다. 1966년 4월 26일과 27일 게이트 극장에서 네이선 조셉의 프로듀싱 하에 녹음하였으며, 트랜스애틀랜틱 레코드에서 녹음한 마지막 더 더블리너스의 음반이 되었다. 또한 로니 드루(보컬과 기타), 바니 매케너(테너 밴조와 만돌린), 루크 켈리(보컬과 밴조), 키어런 버크(바이올린, 틴 휘슬, 만돌린)이라는 라인업을 처음 선보인 음반이었다. 이 음반은 1966년 3월 8일 넬슨 기념비의 파괴를 풍자하는 〈Nelson's Farewell〉을 처음 선보였다.
| 전문가 평가 | 전문가 평가 |
| 평가 점수   | 평가 점수   |
| 출처        | 점수        |
| ----------- | ----------- |
| Allmusic    | [ 1 ]       |

## 트랙 리스트

### 사이드 원
1. "Finnegan's Wake"
2. "Hornpipes: The Sunshine Hornpipe & The Mountain Road"
3. "Monto"
4. "The Dublin Fusiliers"
5. "Hornpipe: Chief O'Neill's Favourite"
6. "The Sea Around Us"

### 사이드 투
1. "McAlpine's Fusiliers" (Dominic Behan)
2. "Hot Asphalt"
3. "The Glendalough Saint"
4. "Reel: Within a Mile from Dublin"
5. "Will You Come to the Bower"
6. "Nelson's Farewell"